# Eclipse lunar de 4 de abril de 1958
| Eclipse Lunar Penumbral 4 de abril de 1958 | Eclipse Lunar Penumbral 4 de abril de 1958 |
| --- | ------------------------------------------ |
| A Lua cruzando de leve a extremidade sul da penumbra da Terra (próximo à borda), de oeste para leste (da direita para a esquerda), ocorrendo uma mínima perda de brilho no polo norte, tornando o eclipse praticamente imperceptível. |                                            |
| Gamma | -1,5239                                    |
| Saros (e membro) | 102 (84 de 84)                             |
| Sequência de eclipses lunares |                                            |
| Anterior | 7 de novembro de 1957                      |
| Próximo | 3 de maio de 1958                          |
| Duração (hr:mn:sc) |                                            |
| Penumbral | 31:09                                      |
| Fases e Horários do Eclipse (UTC) |                                            |
| P1 | 3:44:04                                    |
| Máximo | 3:59:40                                    |
| P4 | 4:15:13                                    |

O eclipse lunar de 4 de abril de 1958 foi um eclipse penumbral, o primeiro de três eclipses lunares do ano. Teve magnitude penumbral de 0,0136 e umbral de -0,9421. Teve duração total de 31 minutos.
Neste eclipse extremamente marginal, a Lua mal cortou a borda da sombra penumbral da Terra. Isso causou um escurecimento microscópico de apenas 1% do disco da Lua por 31 minutos, o que era essencialmente impossível de se ver.
A Lua cruzou a pequena extremidade sul da penumbra da Terra, em modo ascendente, dentro da constelação de Virgem.

## Série Saros
Eclipse pertencente ao ciclo lunar Saros de série 102, sendo este o último da série, com total de 84 eclipses, marcando assim o fim da série. O último eclipse foi o eclipse penumbral de 23 de março de 1940, também de fraca magnitude (passando ainda pela pequena extremidade da penumbra) e praticamente imperceptível.

## Visibilidade
Foi visível nas Américas, oeste da África, e oeste da Europa.
| Região do planeta onde foi visível durante o máximo do eclipse - 03:59 UTC. O Brasil, obteve a melhor observação do meio do eclipse, de onde foi visível à meia-noite. |
| Mapa de visibilidade do eclipse |